# Плавооки црни лемур
Плавооки црни лемур (Eulemur flavifrons) је врста примата из породице лемура (Lemuridae). 

## Таксономија
До 2008. када је признат као посебна врста, веровало се да је подврста црног лемура.
Најзначајнија разлика између две врсте су боја очију и чуперци на ушима. Плавооки црни лемур је једини примат поред човека који има плаве очи, за разлику од њега црни лемур (Eulemur macaco) има смеђе или наранџасте очи, али и чуперке на ушима, које плавооки црни лемур нема.

## Угроженост
Ова врста се сматра угроженом.